# میاسیشف ام-۵۵
میاسیشف ام-۵۵ (نام گزارش ناتو: Mystic-B) یک هواپیمای تحقیقاتی ژئوفیزیکی در ارتفاع بالا است که توسط میاسیشف در اتحاد جماهیر شوروی ساخته شده‌است. مأموریت این هواپیما مشابه با مأموریت به لاکهید - یو ۲ است اما با یک بدنه دوقلو و طرح دم مسطح افقی ساخته شده‌است. این هواپیما یک توسعه از هواگرد Myasishchev M-17 Stratosphera با افزایش وزن برخاست توسعه یافته‌است.

## انواع مختلف
موضوع ۳۴
نمونه اولیه یک رهگیر بالون از ارتفاع بلند، به نام Chaika (گال)، در کارخانه بالگردهای Kumertau در باسکریا به صورت مخفی تکمیل شد.
M-17 استراتوسفر
یک نسخه شناسایی از موضوع ۳۴، با توجه به نام گزارش ناتو Mystic-A، توسط یک موتور توربوجت Kolesov RD-36-51 به پرواز درمی‌آمد. حداقل دو فروند هواپیمای ام-۱۷ ساخته شد.
M-17RN
تعیین اولیه آنچه برای تبدیل شدن به ام-۵۵ بود.
ام-۵۵ ژئوفیزیک آ
نسخه بهینه شده از ام-۱۷ که توسط دو موتور توربوفن غیرقابل گرم شدن Soloviev D- 30-10V طراحی شده و دارای سنسورهای متنوعی برای تحقیقات علوم زمین است. پنج فروند هواپیمای ام-۵۵ ساخته شد، از جمله یک فروند ام-۵۵ یو تی اس.
ام-۵۵ یو تی اس
یک نسخه تمرینی کنترل دوگانه از ام-۵۵ با یک کابین خلبان دوم مستقیماً داخل کابین خلبان جلو، با جابجایی برخی از بارهای حسگر هوایی / حسگر، در غیر این صورت با ام-۵۵ یکسان است.
ژئوفیزیک آ ۲
یک هواپیمای تحقیقاتی پیشرفته تر علوم زمین که از ام-۵۵ به دست آمده‌است اما به تولید نرسیده‌است.

## کاربران
اتحاد جماهیر شوروی
- نیروی هوایی شوروی

 روسیه
- نیروی هوایی روسیه

## مشخصات (M-55

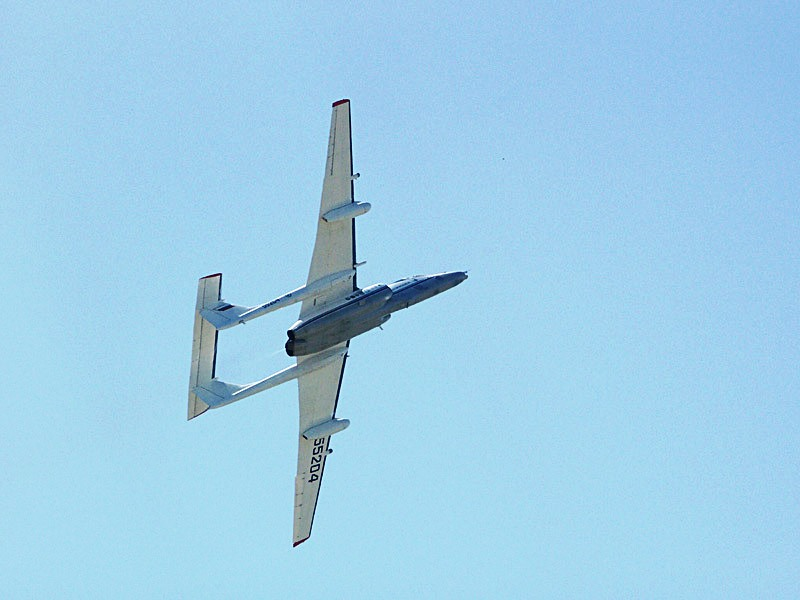
Myasishchev M-55 در MAKS 2005

- داده‌ها از The Osprey Encyclopedia of Russian Aircraft 1875–1995[۱][۲][۳]ویژگی‌های عمومی
- خدمه: ۱ (ام-۵۵ یو تی اس: ۲)
- طول: ۲۲⁄۸۶۷ متر (۱ اینچ)

ام-۱۷ ۲۲٫۲۷ متر (۷۳ فوت ۱ اینچ)
- پهنای بال: ۳۷⁄۴۶ متر (۲ فوت ۸ اینچ)

ام-۱۷ ۴۰٫۳۲ متر (۱۳۲ فوت ۳ اینچ)
- ارتفاع: ۴⁄۸ متر (۱ فوت ۸ اینچ)
- مساحت بال‌ها: ۱۳۱⁄۶ متر مربع (۲۳۵ فوت مربع)

ام-۱۷ ۱۳۷٫۷ متر مربع (۱٬۴۸۲ فوت مربع)
- نسبت اندازه: ام-۵۵:۱۰/۶

ام-۱۷: ۱۱/۹
- ایرفویل: ام-۱۷: P-173-9
- وزن خالی: ۱۳٬۹۹۵ کیلوگرم (۳۰٬۸۵۴ پوند)

ام-۱۷ ۱۱٬۹۰۰ کیلوگرم (۲۶٬۲۰۰ پوند)
- وزن ناخالص: ۲۳٬۴۰۰ کیلوگرم (۵۱٬۵۸۸ پوند)

ام-۱۷ ۱۸٬۴۰۰ کیلوگرم (۴۰٬۶۰۰ پوند)
- بیشترین وزن برخاست: ۲۳٬۸۰۰ کیلوگرم (۵۲٬۴۷۰ پوند)

ام-۱۷ ۱۹٬۹۵۰ کیلوگرم (۴۳٬۹۸۰ پوند)
- ظرفیت سوخت: سوخت جت تی-۸وی ۷٬۹۰۰ کیلوگرم (۱۷٬۴۰۰ پوند) آغازین، ۸٬۳۰۰ کیلوگرم (۱۸٬۳۰۰ پوند) بعدی
- پیشرانه: ۲ عدد توربوفن با کنارگذر پایین Soloviev D-30-V12, ۹۳⁄۱۹۲ کیلونیوتن (۱۰۹ پوند-نیرو) thrust  در هر موتور

ام-۱۷: ۱ × ۱۱۷٫۲ کیلونیوتن (۲۶٬۳۰۰ پوند-نیرو) Kolesov RD-36-51
عملکرد
- بیشینه سرعت مجاز: ۳۳۲ کیلومتر بر ساعت (۲۰۶ مایل بر ساعت، ۱۷۹ گره) at ۵٬۰۰۰ متر (۱۶٬۰۰۰ فوت) (ام-۱۷ و ام-۵۵)

۷۴۳ کیلومتر بر ساعت (۴۶۲ مایل بر ساعت؛ ۴۰۱ گره) at ۲۰٬۰۰۰ متر (۶۶٬۰۰۰ فوت) (ام-۱۷)
۷۵۰ کیلومتر بر ساعت (۴۷۰ مایل بر ساعت؛ ۴۰۰ گره) at ۲۰٬۰۰۰ متر (۶۶٬۰۰۰ فوت) (ام-۵۵)
- بُرد: ۴٬۹۶۵ کیلومتر (۳٬۰۸۵ مایل، ۲٬۶۸۱ مایل دریایی)
- مداومت پروازی: 6.5 hours at ۱۷٬۰۰۰ متر (۵۶٬۰۰۰ فوت)

ام-۱۷: ۲/۲۵ ساعت
- حداکثر ارتفاع: ۲۱٬۵۰۰ متر (۷۰٬۵۰۰ فوت)

ام-۱۷: ۲۱٬۵۰۰ متر (۷۰٬۵۰۰ فوت)
- بیشترین نسبت گلاید: در حدود ۳۰ به ۱ (موتور خاموش)
- زمان اوج‌گیری: ۲۱٬۰۰۰ متر (۶۹٬۰۰۰ فوت) در ۳۵ دقیقه
- مسافت لازم برای تیک آف: ۹۰۰ متر (۳٬۰۰۰ فوت)
- مسافت لازم برای فرود: ۷۸۰ متر (۲٬۵۶۰ فوت)